# Planckova konstanta
Planckova konstánta [plánkova ~], imenovana po nemškem fiziku Maxu Plancku, je osnovna fizikalna konstanta, ki se pojavlja v enačbah kvantne mehanike za opisovanje velikosti kvantov. Navadno se jo označuje s črko h. Njena vrednost je:
{\displaystyle h=6,626\ 068\ 96(33)\cdot 10^{-34}\,\mathrm {Js} \!\,.}
Pogosto se naleti tudi na okrajšavo:
{\displaystyle \hbar ={\frac {h}{2\pi }}\!\,,}
kjer je π Ludolfovo število, {\displaystyle \hbar \!\,} pa se prebere »ha-prečna« ali »ha-črtica«, ki se imenuje tudi reducirana Planckova konstanta. Slednjo ponekod, a redko, imenujejo tudi Diracova konstanta.
{\displaystyle \hbar } je kvant vrtilne količine, vštevši spin. Vrtilna količina kateregakoli sistema, merjena glede na posebej izbrano os, je vedno celoštevilski mnogokratnik te vrednosti. Planckova konstanta se uporablja za opis kvantizacije, pojava, ki je značilen za podatomske delce kot sta elektron in foton, in kjer se določene fizikalne značilnosti pojavljajo v določenih količinah in ne v nepretrganem obsegu možnih vrednosti.

## Pomen velikosti Planckove konstante
Izražena v enotah SI Js, je Planckova konstanta ena najmanjših fizikalnih konstant. Njena majhna vrednost kaže na izjemno majhna merila, v katerih se opazujejo kvantni pojavi. Zaradi tega v vsakdanjem življenju nismo vajeni kvantne fizike na način kot smo ga vajeni v klasični fiziki. Kvantna mehanika res preide v klasično, ko Planckova konstanta zavzame vrednost 0.
V naravnih enotah je vrednost Diracove konstante enaka 1, Planckove pa 2π, kar je priročno za opis fizike na atomskem merilu, kjer prevladuje kvantnomehanski pojavi.
Oktobra 2005 je nacionalni fizikalni laboratorij Združenega kraljestva (NPL) objavil prve rezultate meritev Planckove konstante z izboljšano merilno napravo. Izmerjena vrednost je:
{\displaystyle h=6,626\ 070\ 95(44)\cdot 10^{-34}\,\mathrm {Js} \!\,,}
in se statistično kar precej razlikuje od trenutne vrednosti, ki jo priporoča CODATA.

## Začetki Planckove konstante
Planckovo konstanto {\displaystyle h\ } je Planck uvedel v zvezi s problemom sevanja idealnega črnega telesa. Osnovna predpostavka v Planckovem zakonu sevanja črnega telesa je bila, da si lahko elektromagnetno sevanje, ki ga oddaja črno telo, predstavljamo kot množico harmoničnih oscilatorjev, ki imajo kvantizirano energijo v obliki:
{\displaystyle W=h\nu =h\omega /(2\pi )=\hbar \omega \!\,.}
{\displaystyle W} je kvantizirana energija fotonov sevanja s frekvenco {\displaystyle \nu \ } ali s krožno frekvenco {\displaystyle \omega \ }.
Ta model se je pokazal za izjemno natančnega, vendar je za teoretično izpeljavo predstavljal razumsko oviro, saj ni bilo jasno od kod izhaja kvantizacija energije. Planck je obstoj konstante le privzel. Njegova razmišljanja so pomagala pri razvoju kvantne mehanike.
Poleg predpostavk o razlagi določenih vrednosti v kvantnomehanski opredelitvi je eden od osnovnih temeljev celotne teorije komutatorska odvisnost med operatorjem lege {\displaystyle {\hat {x}}} in operatorjem gibalne količine {\displaystyle {\hat {p}}}:
{\displaystyle [{\hat {p_{i}}},{\hat {x_{j}}}]=-i\hbar \delta _{ij}\!\,,}
kjer je {\displaystyle \delta _{ij}\,} Kroneckerjeva delta.
Planck je v začetku upal, da bo končna izpeljava Planckovega zakona za sevanje črnega telesa dala zakon pri vrednosti konstante {\displaystyle h=0}. Tako bi lahko oscilator kot nekakšna antena z elektromagnetnim valovanjem izmenjeval energijo zvezno in poljubno. Merjenja so ga prisilila, da je pustil konstanti neko vrednost. Tako je končno uvidel, da sevanje izmenjuje energijo s steno črnega telesa le v obrokih, in imenoval jih je energijske kvante. Določil je Planckovo konstanto in Boltzmannovo konstanto:
{\displaystyle h=6,55\cdot 10^{-34}\,\mathrm {Js} \!\,,}
{\displaystyle k_{\rm {B}}=1,346\cdot 10^{-23}\,\mathrm {J/K} \!\,.}
Z Boltzmannovo konstanto in z znano splošno plinsko konstanto {\displaystyle R_{m}} je določil tudi Avogadrovo število, število molekul v kilomolu, ki ga tedaj še niso tako natančno poznali. Planck je predlagal, da oscilatorji lahko oddajajo energijo nezvezno, sprejemajo pa jo zvezno, saj si ni mogel predstavljati, da oscilator v neki točki skokovito absorbira kvant, ker se je po klasični predstavi elektromagnetno valovanje prej razširilo na vse strani. Planckovo konstanto je prvi izmeril Millikan leta 1913 z merjenjem zaporne napetosti {\displaystyle U}.

## Problem neskončne energije sevanja
Vsaka velika zgodba se začne z velikim problemom. Velike probleme z elektromagnetno teorijo so imeli fiziki konec 19. stoletja in v začetku 20. stoletja. Teorija sloni na predpostavki, oziroma danes že dejstvu, da se prenos energije dogaja preko elektromagnetnega valovanja.
Jedro problema, je dvojna narava elektromagnetnega sevanja (EM). Sevanje se obnaša, kot bi bilo valovanje, drugič pa, kot bi bilo sestavljeno iz osnovnih delcev. Fiziki so eksperimentalno ugotovili, da je prenašalec EM energije foton. Fotone kot svetlobne kvante je leta 1905 uvedel Einstein v svojem članku O nekem hevrističnem stališču, ki zadeva nastanek in spremembo svetlobe, kjer je pojasnil fotoelektrični pojav. Po teoriji mora imeti foton maso nič. Sliši se nenavadno, toda tako kaže. Tukaj pa naletimo na jedro navzkrižja. Predpostavka, da ima foton maso nič, nas privede do zaključka, da mora biti za vsako energijo valovanja (če jo merimo s temperaturo, potem nam temperatura izraža količino energije) neskončno število fotonov oziroma valov. To pa je očitni nesmisel. Neskončno število valov nam da neskončno energijo, ne pa točno določeno količino energije.

## Rešitev problema
Prvi človek, ki je podal teorijo, ki kaže na rešitev, je bil Planck. Zamislil si je, da bi bila lahko energija v paketih, s točno določeno vsebino (količino energije). V paketku (kvantu) imamo lahko količino energije, recimo 2, nikakor pa ne 2,2 ali pa recimo 1,96. Energija lahko nastopa le diskretno na intervalu vseh možnih energijskih stanj. Če imamo lahko količino energije od 0 pa do neskončnosti, potem ima lahko sevanje le omejeno število različnih možnih energijskih količin. Najbolje si je predstavljati številsko premico, na kateri so nanizana realna števila, v poštev pa pridejo le naravna števila.
Analogija, ki pomaga razumeti naravo elektromagnetnega valovanja
Predstavljajte si eno velikansko halo, v katero je natlačenih neskončno število ljudi. Halo je potrebno ogrevati. Ljudje se dogovorijo z lastnikom hale, da bodo plačevali ogrevanje. En človek lahko plača le v kovancih ali bankovcih točno določene nominalne celoštevilčne vrednosti. Drugače povedano, vsak ima denar v različnih denarnih enotah. Enote so 1 euro, 2 eura, 10 eurov, ... Ljudje se z lastnikom hale dogovorijo, da če želijo imeti v hali npr. 30 °C, morajo plačati vsak po 30 eurov (EUR v nadaljevanju) lastniku. Lastnik hale je pameten človek, ki se mu ne ljubi vračati drobiža neskončnemu številu strank, in zahteva, da tisti, ki imajo drobiž manjši od 30 EUR plačajo 30 EUR v količini drobiža, ki pač ustreza 30-tim EUR, ostali, ki imajo večje bankovce, pa plačajo s svojim bankovcem, pri tem pa jim ne vrača drobiža. Bankovci pa se ne končajo pri 500 EUR, ampak so domnevno lahko še večji (analogno s frekvenco valovanja EM). Takšno oderuštvo ni pošteno, zato si domislimo sistem, po katerem plačamo le tisti, ki imamo celo vrednost denarja , ki je manjša od zahtevanega zneska 30 EUR. Te vrednosti so 1, 2,10 in 20 EUR. Ostalih neskončno mnogo ljudi pa ne plača nič. Po tem izračunu plačajo le štirje ljudje 30 EUR in skupni znesek, ki ga odnese lastnik je 120 EUR.
Zdaj pa si enako zgodbo predstavljajmo z valovi. Vsak val nosi svojo količino energije in ima svojo frekvenco (kot v prejšnjem primeru, vsak človek poseduje denar v samo eni nominalni vrednosti). Če v neki pečici na valovanje EM, recimo v štedilnik, nastavimo termostat na 250 °C, potem moramo vložiti neko količino energije, da dosežemo to temperaturo. Vendar ta količina ni neskončna, kot so se čudili fiziki svojim enačbam za EM pred Planckom, ampak je končna. Očitno, saj bi v nasprotnem primeru, prvič, ko bi vklopili pečico skurili celo Vesolje. Vsakodnevna dejstva kažejo, da je energija končna, računi na prelomu 20. stoletja pa so kazali, da bi morala biti neskončna. Absurdno navzkrižje. Prava razlaga je naslednja in je analogna primeru hale z neskončnim številom ljudi. V energijo, ki nam daje 250 °C vlagajo le valovi, ki imajo svoje frekvence manjše od zahtevane frekvence valovanja za dosego temperature 250 °C. Recimo, da je ta frekvenca 1012 Hz. Potem bodo energijo prispevali le valovi,ki imajo frekvence manjše od 1012 Hz. Niso pa to vse vrednosti na intervalu od 0 do 1012 Hz, ampak le točno določene, kot imamo točno določene kovance in ne moremo imeti 1,5 EUR v kovancu. Ostalih neskončno valov, pa energije ne prispeva, ker imajo frekvenco višjo od zahtevane.
Planck je ugotovil, da je velikost kvanta odvisna od frekvence valovanja. Višja kot je frekvenca, višja je količina energije, ki jo nosijo valovi. Se pravi z višanjem frenkvence se povečuje tudi število valov, ki prispevajo k skupni energiji.
Ugotovil je tudi, da je razmerje med energetsko vrednostjo kvanta in njegove frekvence, enako konstanti. Če se viša frekvenca, se viša energija paketka in razmerje ostaja enako Planckovi konstanti h. Vendar na prvi pogled bi pomislili, da frekvenca narašča zvezno (vajeni smo, da nam frekvence v običajnem življenju lahko nastopajo v vseh vrednostih, recimo 106,25 MHz za neko radijsko postajo), toda temu ni tako, ravno zaradi diskretne narave energije. Kakor kvanti, zavzema tudi frekvenca točno določene vrednosti. Dejstvo nas osupne, saj lahko vidimo vidno svetlobo v vseh mogočih odtenkih, in se nam zdi, da ni preskokov med odtenki. To je prevara. Na kvantnem nivoju obstajajo skoki, vmes pa je »tema«.

## Uporaba
Planckova konstanta se uporablja za opis kvantizacije. Energija W, ki jo nosi svetlobni žarek s konstantno frekvenco {\displaystyle \nu \,}, ima lahko le vrednosti:
{\displaystyle W=nh\nu \,,\quad n\in \mathbb {N} \!\,.}
Včasih se uporablja krožna frekvenca {\displaystyle \omega =2\pi \,\nu }, kjer je:
{\displaystyle W=n\hbar \omega \,,\quad n\in \mathbb {N} \!\,.}
Obstaja več takšnih »kvantizacijskih stanj«. Še posebej zanimivo stanje vpliva na kavntizacijo vrtilne količine. Naj je J skupna vrtilna količina sistema z vrtilno invariantnostjo in Jz vrtilna količina, merjena vzdolž dane smeri. Količini lahko zavzameta le vrednosti:
{\displaystyle {\begin{aligned}J^{2}=j(j+1)\hbar ^{2},\quad &j=0,1/2,1,3/2,\ldots ,\\J_{z}=m\hbar ,\qquad \quad \quad &m=-j,-j+1,\ldots ,j.\end{aligned}}}
Tako se lahko reče, da je {\displaystyle \hbar } »kvant vrtilne količine«.
Planckova konstanta se pojavlja tudi v Heisenbergovem načelu nedoločenosti. Za dano veliko število delcev v istem stanju je nedoločenost (negotovost) njihove lege {\displaystyle \delta x\!\,} in nedoločenost njihove gibalne količine (v ismi smeri) {\displaystyle \delta p\!\,} enaka:
{\displaystyle \delta x\,\delta p\geq {\begin{matrix}{\frac {1}{2}}\end{matrix}}\hbar \!\,,}
kjer je nedoločenost dana kot standardni odklon merjene količine od njene pričakovane vrednosti.
Obstaja več parov fizikalno merljivih opazljivk, za katere velja podobna zveza.

## Diracova konstanta
Diracova konstanta ali »reducirana Planckova konstanta« {\displaystyle \hbar =h/(2\pi )\ } se od Planckove konstante razlikuje le za faktor {\displaystyle 2\pi }. Planckova konstanta ima v sistemu SI enoto joule na hertz, oziroma joule na cikel na sekundo. Diracova konstanta je ista vrednost v enotah joule na radian na sekundo.
Diracova konstanta je dejansko pretvorni faktor med fazo (v radianih) in akcijo (v Js) kot jo podaja Schrödingerjeva enačba. Planckova konstanta je podobno pretvorni faktor med fazo (v ciklih) in akcijo. Vse druge uporabe Planckove in Diracove konstante izhajajo iz tega.